# Astragalus ampullarioides
Astragalus ampullarioides är en ärtväxtart som först beskrevs av Stanley Larson Welsh, och fick sitt nu gällande namn av Stanley Larson Welsh. Astragalus ampullarioides ingår i släktet vedlar, och familjen ärtväxter. Inga underarter finns listade i Catalogue of Life.